# Phật giáo Hòa Hảo

Biểu tượng Phật giáo Hòa Hảo

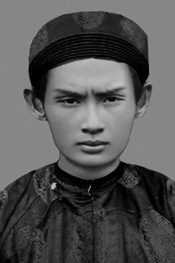
Giáo chủ Phật giáo Hòa Hảo Huỳnh Phú Sổ

Phật giáo Hòa Hảo là một tông phái Phật giáo do Huỳnh Phú Sổ khai lập năm Kỷ Mão 1939, lấy pháp môn "Học Phật – Tu Nhân" làm căn bản và chủ trương tu hành tại gia (Tại gia cư sĩ). Tôn giáo này lấy nền tảng là Đạo Phật, kết hợp với những bài sấm kệ do chính Huỳnh Phú Sổ biên soạn.

## Lịch sử
Phật giáo Hòa Hảo ra đời tại làng Hòa Hảo, quận Tân Châu, tỉnh Châu Đốc vào năm 1939 do Huỳnh Phú Sổ sáng lập.
Huỳnh Phú Sổ, còn được gọi là "Đức Huỳnh Giáo chủ", "Thầy Tư Hoà Hảo", khi đó chưa đầy 18 tuổi, tuyên bố mình là bậc "Sinh nhi tri", biết được quá khứ nhìn thấu tương lai, được thọ mệnh cùng với Phật A-di-đà và Phật Thích-ca Mâu-ni, xuống hạ giới có nhiệm vụ truyền bá cho dân chúng tư tưởng Bửu Sơn Kỳ Hương để Chấn hưng Phật giáo, cứu độ chúng sinh khỏi sông mê, biển khổ và "đưa nhân loại đi vào vòng hạnh phúc".
Ông chữa bệnh cho người dân bằng các bài thuốc nam do ông kê toa, đồng thời qua đó ông truyền dạy giáo lý bằng những bài sám giảng (còn gọi là sấm giảng) do ông soạn thảo. Vì vậy chỉ trong vòng 2 năm từ 1937 đến 1939 số người tin theo ông đã khá đông và ông trở nên nổi tiếng khắp vùng.
Ngày 18 tháng 5 năm Kỷ Mão (tức 5 tháng 7 năm 1939), Huỳnh Phú Sổ bắt đầu khai đạo, khi ông chưa tròn 20 tuổi. Nơi tổ chức lễ khai đạo chính là gia đình ông. Ông đã lấy tên ngôi làng Hòa Hảo nơi mình sinh ra để đặt tên cho tôn giáo mới của mình: Phật giáo Hòa Hảo.
Kể từ đó, ông lần lượt làm nhiều bài thơ ca, sau được tập hợp lại thành các bài sấm, nội dung cốt lõi là giáo lý của Đức Phật Thích Ca. Có tất cả 6 tác phẩm sấm được ông để lại, đã có 800.000 bản được xuất bản cho đến năm 1965 và 1 triệu bản cho đến năm 1975. Quan điểm dân tộc cơ bản được Huỳnh Phú Sổ truyền bá là "Ân" nhớ ơn đất nước, nhớ ơn cha ông, trách nhiệm và bổn phận của người con đối với quê hương là bảo vệ và xây dựng tốt đẹp.
Ngày 16 tháng 4 năm 1947, Huỳnh Phú Sổ mất tích khi đến Tân Phú, Đồng Tháp Mười để hòa giải sự xung đột giữa Việt Minh và Phật giáo Hòa Hảo. Huỳnh Phú Sổ bị bắt và xử tử vào ngày 22 tháng 12 năm 1947 bởi Việt Minh tại Long Xuyên.

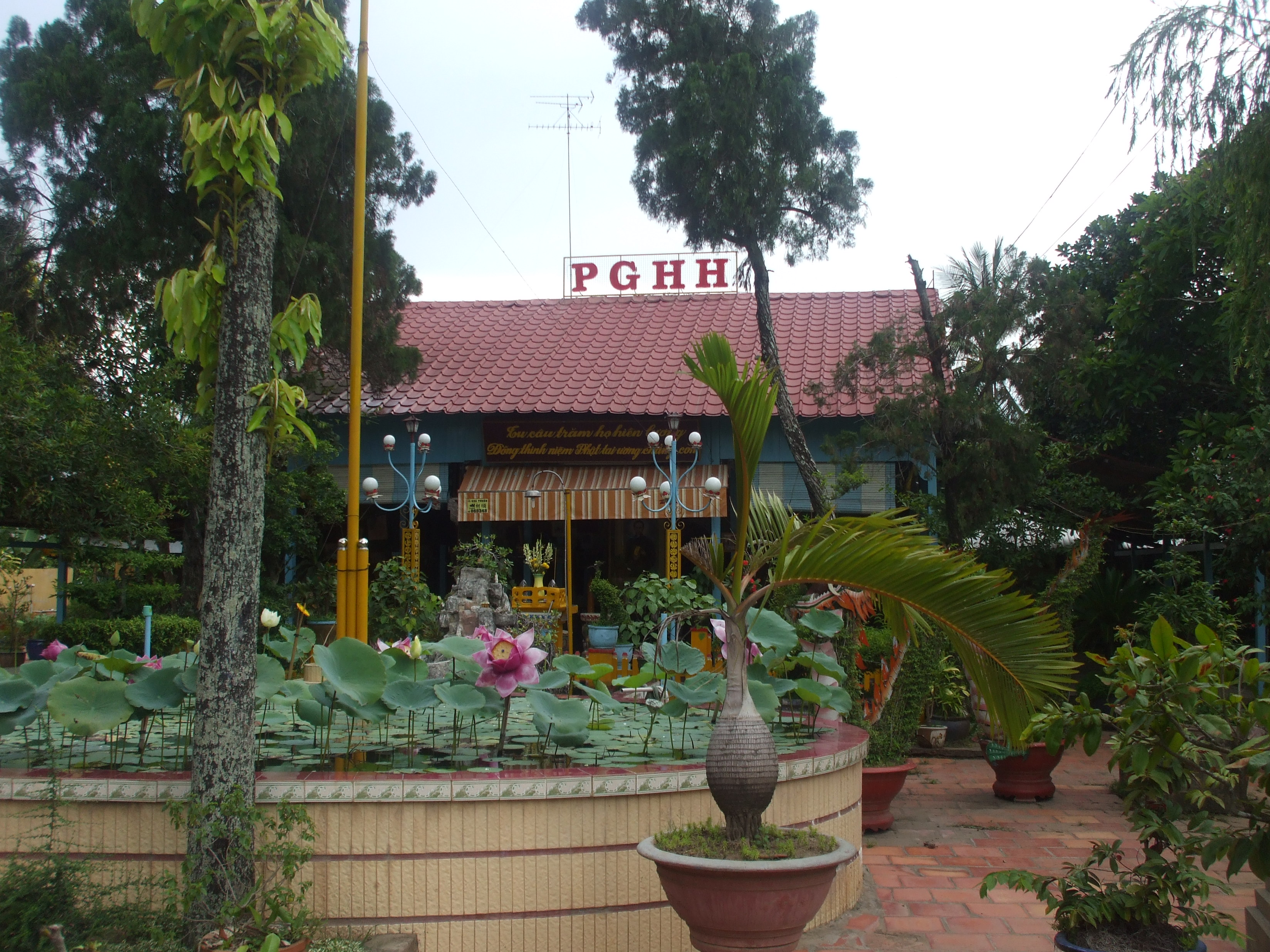
Tổ đình Phật giáo Hòa Hảo, xưa thuộc làng Hòa Hảo, nay thuộc thị trấn Phú Mỹ, huyện Phú Tân, tỉnh An Giang.

Đạo Hòa Hảo có thái độ chống Pháp, nhưng cũng có thái độ chống Việt Minh nên được Pháp trang bị quân sự, về sau cũng hoạt động lấn dần sang chính trị. Hòa Hảo bị chính quyền của Ngô Đình Diệm đàn áp nhưng sau khi tổng thống này bị lật đổ thì Hòa Hảo hoạt động chính trị trở lại. Hòa Hảo bị lực lượng Việt Minh xem như một lực lượng tôn giáo - chính trị bất hảo với cuộc kháng chiến của họ.

## Các ngày lễ tết
Các ngày Lễ kỷ niệm trong Đạo đều tổ chức vào ngày âm lịch.
Trong một năm, theo âm lịch đạo Hòa Hảo có các ngày lễ, Tết chính:
- Ngày 1 tháng Giêng: Tết Nguyên Đán
- Ngày Rằm tháng Giêng: Lễ Thượng Nguyên
- Ngày 25 tháng 2: ngày Đức Huỳnh Giáo chủ vắng mặt
- Ngày 8 tháng 4: Lễ Phật đản
- Ngày 18 tháng 5: Lễ Khai sáng Đạo Phật giáo Hoà Hảo
- Ngày Rằm tháng 7: Lễ Trung Nguyên, Vu Lan Báo Hiếu
- Ngày 12 tháng 8: Vía Phật Thầy Tây An
- Ngày Rằm tháng 10: Lễ Hạ Ngươn
- Ngày 17 tháng 11: Lễ Phật A-di-đà
- Ngày 25 tháng 11: Lễ Đản Sinh Đức Huỳnh Giáo chủ.
- Ngày 8 tháng Chạp: Lễ Phật thành đạo

## Lãnh đạo
Hòa Hảo trong nước hiện tại do Giáo hội Phật giáo Hòa Hảo quản lý, được tổ chức từ trung ương tới địa phương. Tại cấp trung ương (gọi là cấp toàn đạo) là Ban Trị sự Trung ương Giáo hội Phật giáo Hòa Hảo. Cấp cơ sở ở phường, xã, thị trấn là các Ban Trị sự Phật giáo Hoà Hảo cơ sở. Chức vụ Trưởng Ban Trị sự Trung ương là người đứng đầu toàn bộ Phật giáo Hòa Hảo trong nước.
Hiện nay Trưởng Ban Trị sư Trung ương Giáo hội Phật giáo Hòa Hảo là ông Nguyễn Tấn Đạt, đảm nhiệm từ năm 2019 đến nay. Phó Trưởng Ban Thường trực là ông Nguyễn Huy Diễm.

## Các tín đồ tiêu biểu
- Huỳnh Phú Sổ[17]: người sáng lập và là giáo chủ đầu tiên của Phật giáo Hòa Hảo
- Huỳnh Thanh Mậu[18]: em trai của Huỳnh Phú Sổ
- Nguyễn Xuân Thiếp[19][20]: thi sĩ Việt Châu
- Huỳnh Thị Kim Biên[17]: em gái của Huỳnh Phú Sổ, sau này lãnh đạo Giáo hội.

### Các nhóm cộng tác với Pháp, Hoa Kỳ và Việt Nam Cộng hòa
- Trần Văn Soái: thủ lĩnh quân phiệt tại Cái Vồn, Vĩnh Long
- Lâm Thành Nguyên: thủ lĩnh quân phiệt tại Cái Dầu, Châu Đốc
- Lê Quang Vinh: thủ lĩnh quân phiệt tại Thốt Nốt, Long Xuyên
- Nguyễn Giác Ngộ: thủ lĩnh quân phiệt tại Chợ Mới, Long Xuyên
- Lương Trọng Tường[21]
- Huỳnh Văn Nhiệm[21]
- Nguyễn Long Thành Nam[22]: chính khách Việt nam Cộng hòa

### Các nhóm cộng tác với Việt Minh và chính quyền Việt Nam ngày nay
- Huỳnh Thiện Từ[23]: chính khách của Mặt trận Dân tộc Giải phóng Miền Nam
- Huỳnh Thị Từ Tâm[23]: mẹ của tướng Lê Quang Vinh, sau khi con bị xử tử thì tham gia Mặt trận Dân tộc Giải phóng Miền Nam, từng giữ chứ Phó Chủ tịch Mặt trận tại An Giang
- Nguyễn Văn Tôn: người phất cao ngọn cờ đại đoàn kết dân tộc,tôn giáo
- Nguyễn Tấn Đạt: Trưởng Ban Trị sự Trung ương Giáo hội Phật Giáo Hòa Hảo từ 2019
- Nguyễn Huy Diễm: Phó trưởng ban trị sự Trung Ương Giáo Hội Phật Giáo Hòa Hảo

## Hình ảnh

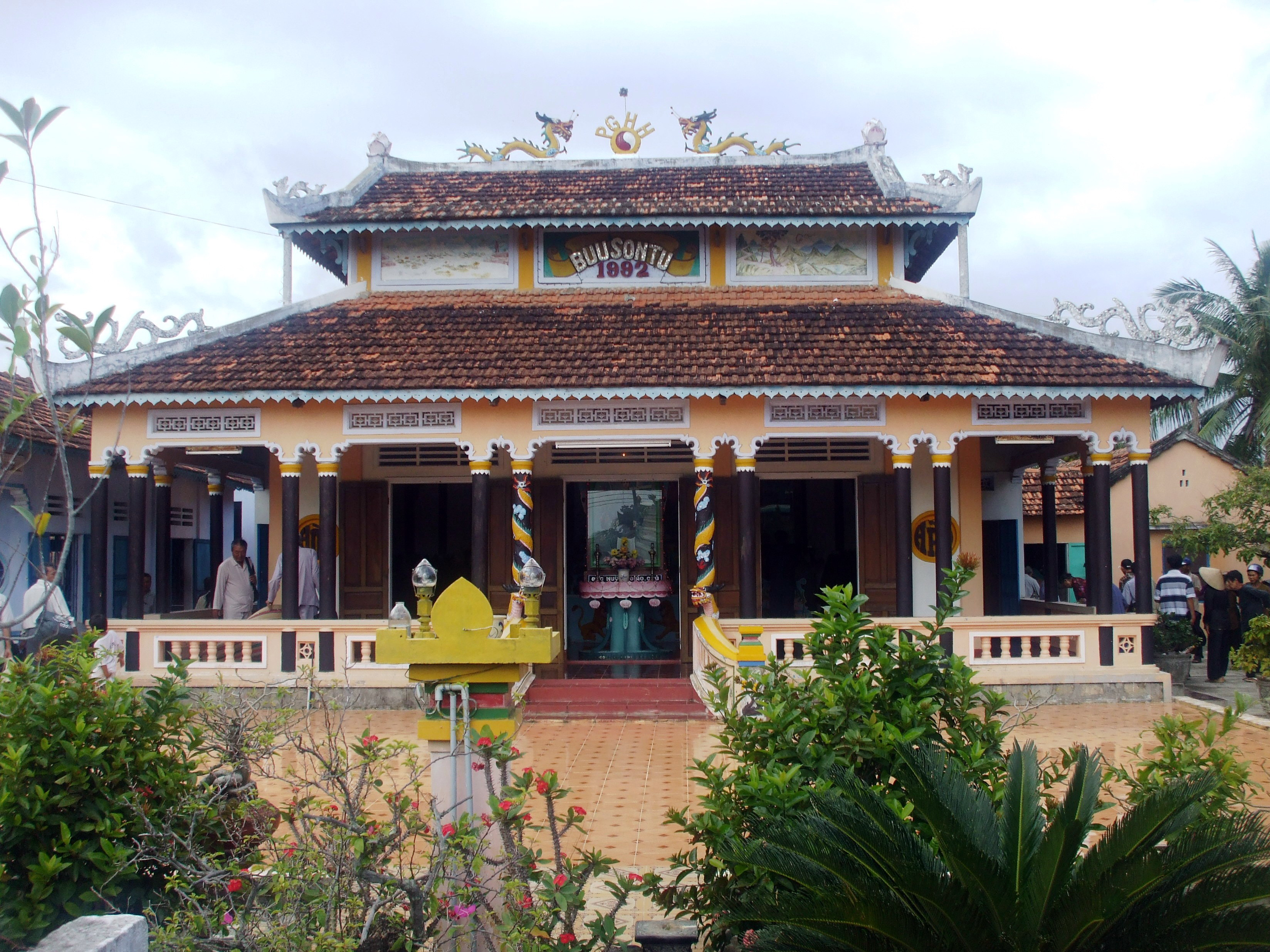
Bửu Sơn Tự tại Thị xã Sông Cầu (Phú Yên). Hiện nay, đây là ngôi thờ của đạo xa nhất ở Việt Nam, tính từ nơi khai sáng đạo là huyện Phú Tân.
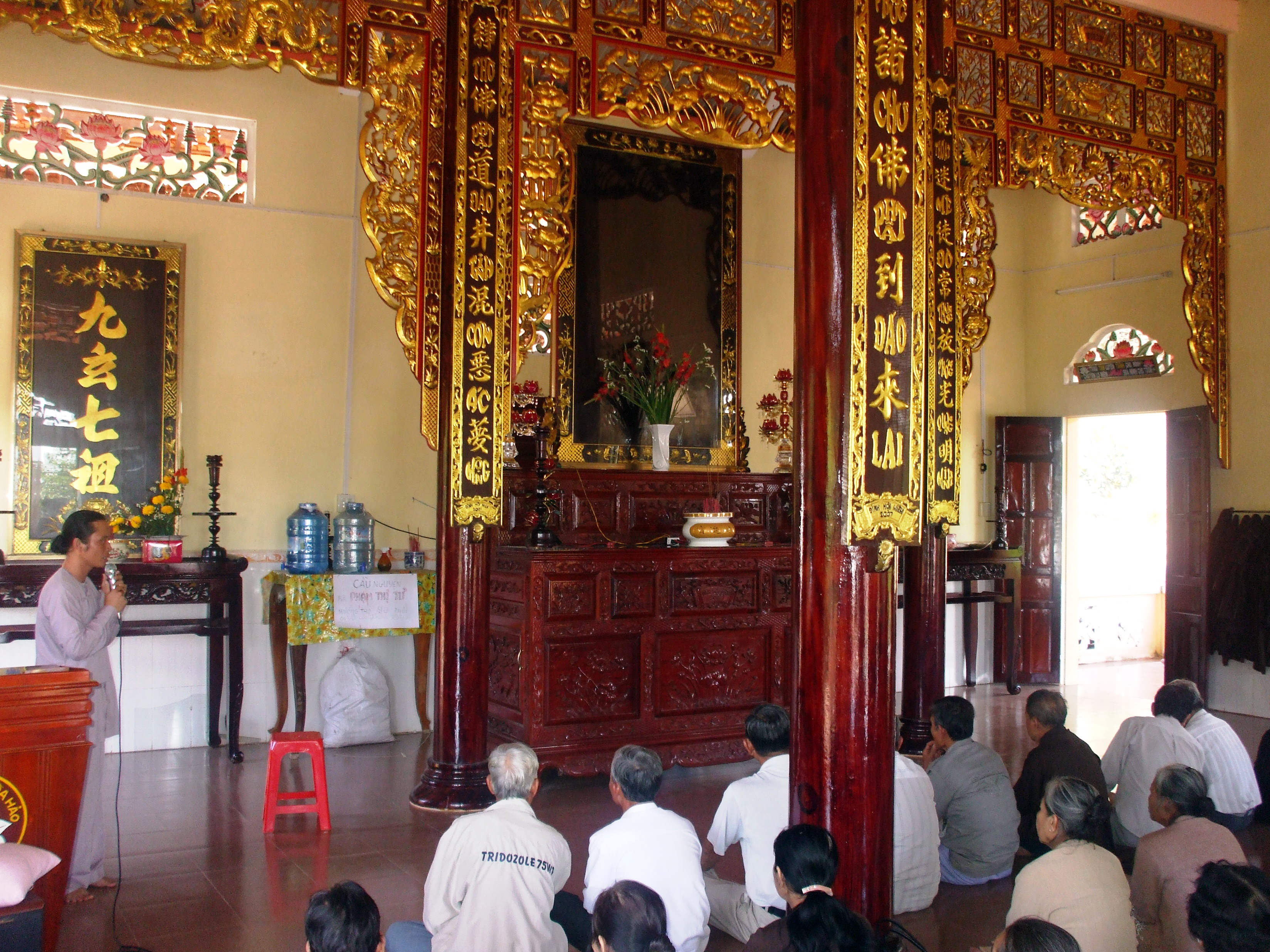
Một buổi thuyết giảng.
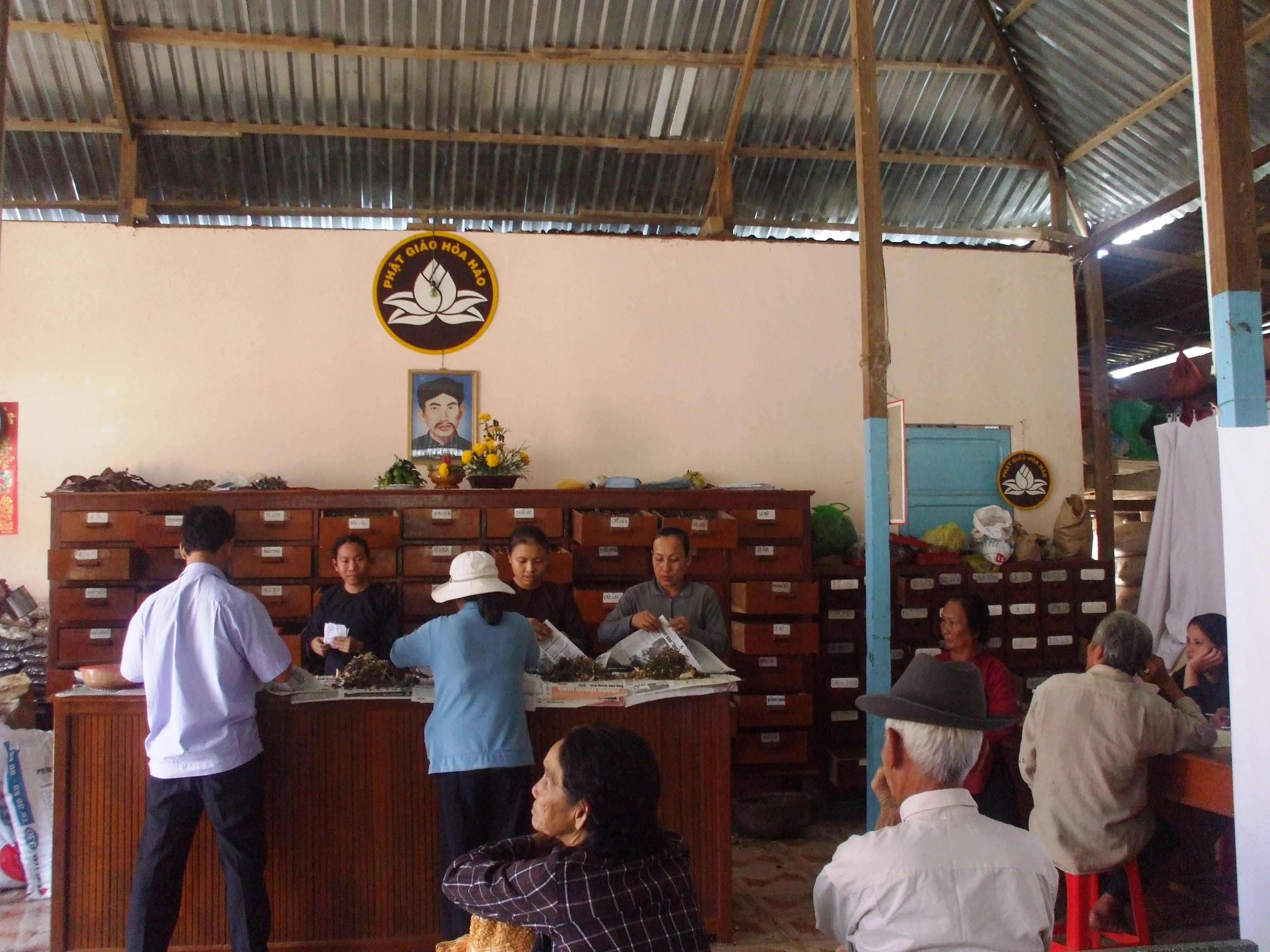
Một phòng thuốc Nam miễn phí.
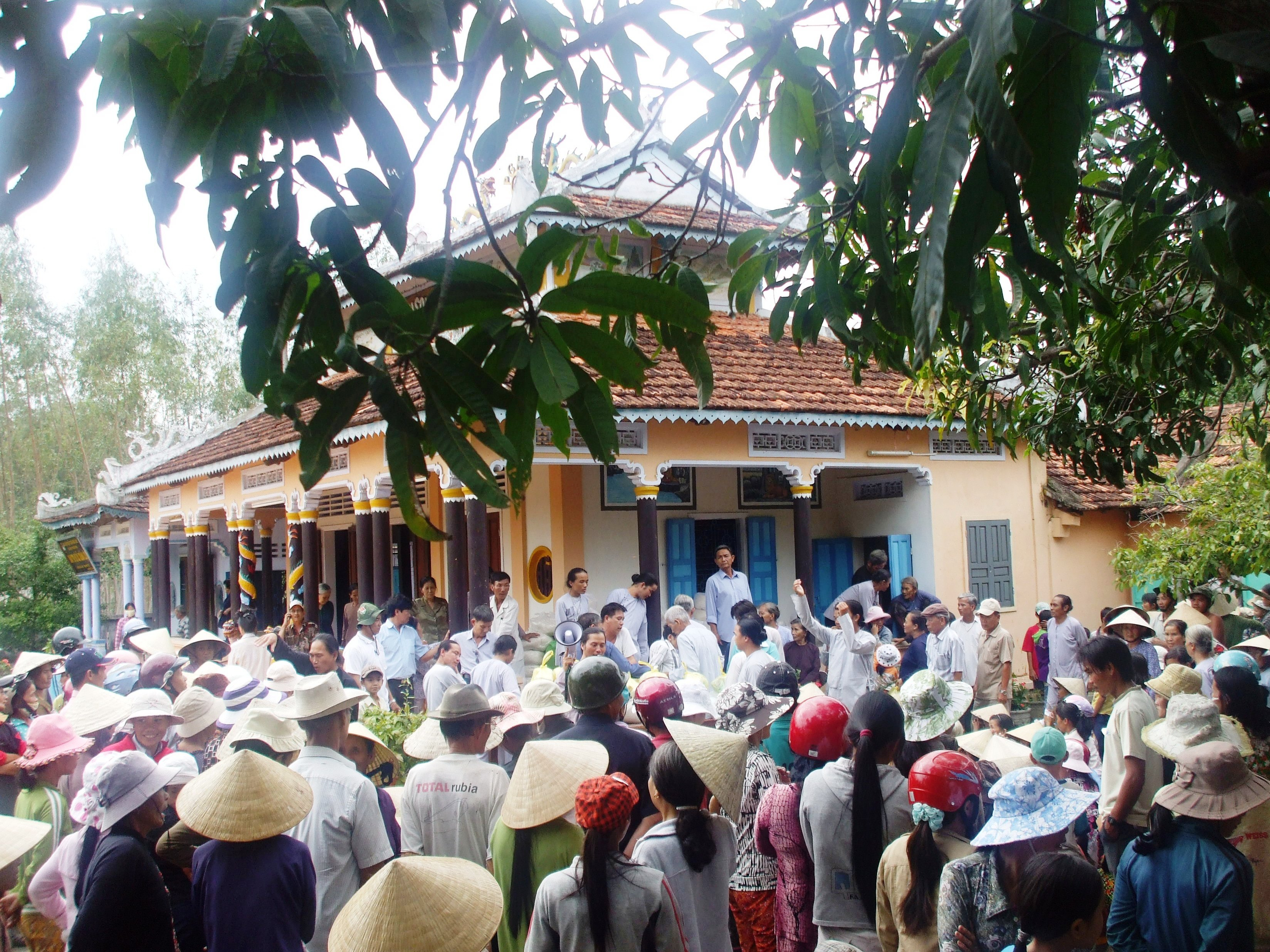
Phát hàng cứu trợ cho đồng bào nghèo bị thiên tai.